# سياسات رومانيا

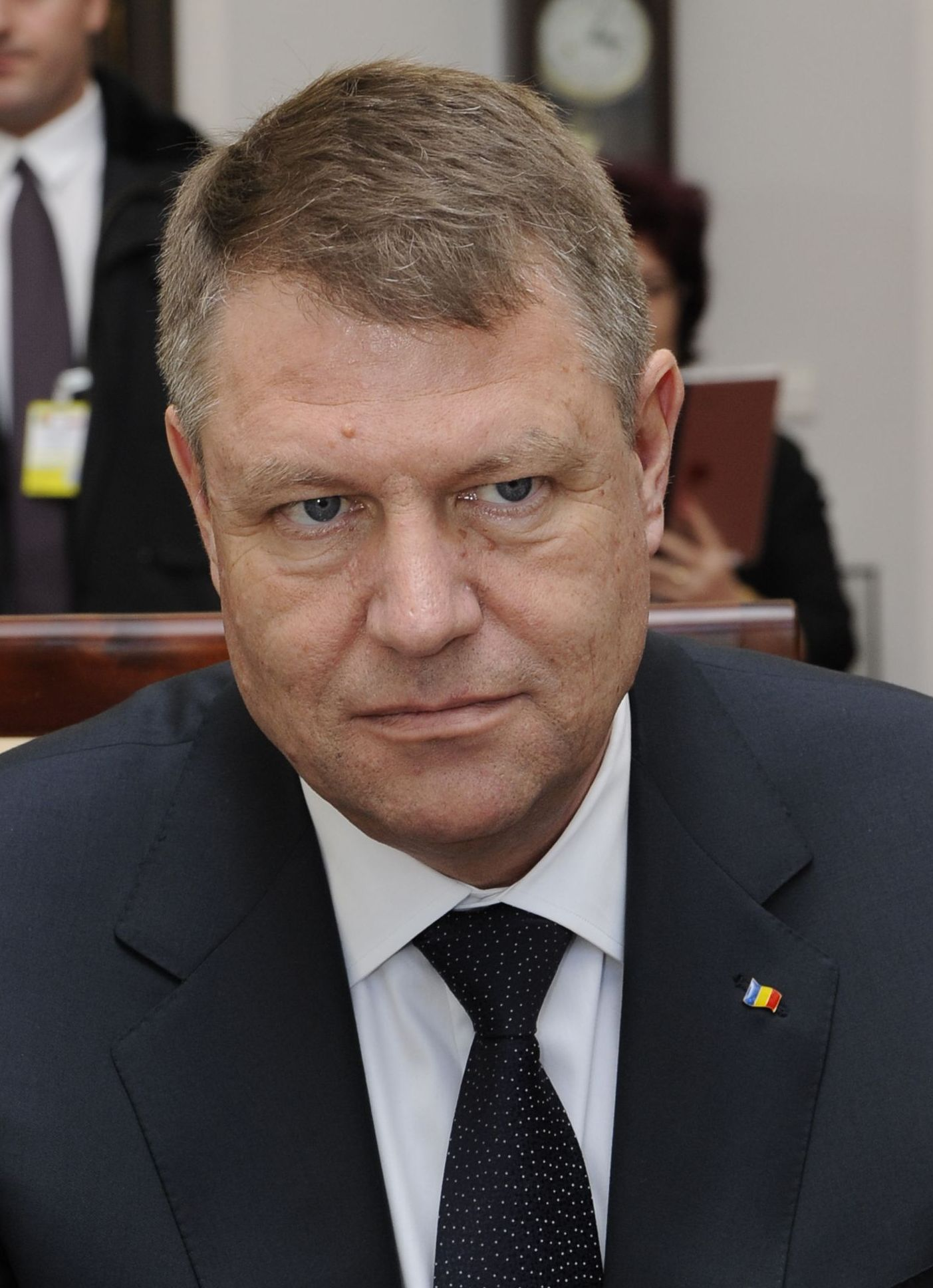
كلاوس يوهانيس، الرئيس الحالي لرومانيا منذ 21 ديسمبر 2014.

نظام الحكم في رومانيا جمهوري ديموقراطي تمثيلي شبه رئاسي يكون فيه رئيس الوزراء رئيسًا للحكومة، بينما يمثل الرئيس بلاده في المحافل الدولية، ويوقع بعض المراسيم ويوافق على القوانين التي يصدرها البرلمان، وعلى الترشيحات، بصفته أعلى سلطة في الدولة. لرومانيا نظام متعدد الأحزاب، تسند فيه مسؤولية السلطات التشريعية للحكومة ومجلسي البرلمان: مجلس النواب ومجلس الشيوخ. السلطة القضائية في رومانيا مستقلة عن السلطتين التنفيذية والتشريعية. كان نظام البلاد، من عام 1948 وحتى عام 1989، شيوعيًا في إطار جمهورية اشتراكية يحكمها حزب واحد، الحزب الشيوعي الروماني، باعتباره الحزب الشرعي الوحيد في البلاد.
أعلن دستور رومانيا لعام 1991 (المعدل عام 2003) رومانيا جمهورية ديموقراطية اجتماعية تستمد سيادتها من الشعب. ووفقًا للدستور، «تعد كرامة الإنسان، والحقوق، والحريات المدنية، والتنمية غير المقيدة لشخصية الإنسان، والعدالة، والتعددية السياسية هي قيم عليا ومكفولة».
ينص الدستور على وجود رئيس للبلاد، وبرلمان، ومحكمة دستورية، ونظام محاكم منفصل يشتمل على محكمة النقض ومحكمة العدل العليا. يُمنح حق التصويت لجميع المواطنين الذين تزيد أعمارهم عن 18 عامًا.
في عام 2016، وصفت وحدة الاستخبارات الاقتصادية رومانيا بأنها ديموقراطية مشوهة.

## السلطة التنفيذية

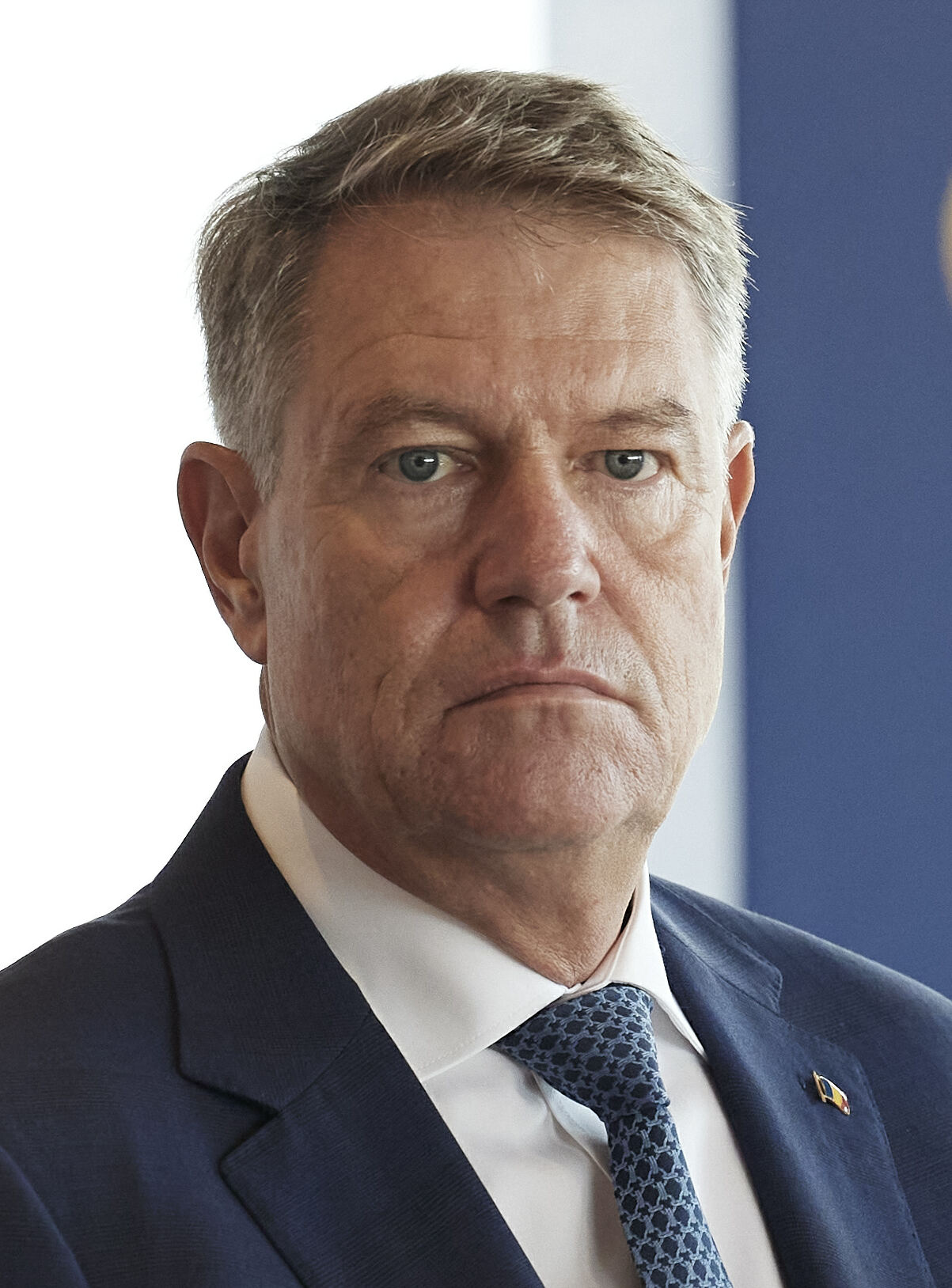
البرنامج الأوروبي الشعبي (EPP) أثينا، 2-3 ديسمبر 2022

يُنتخب رئيس البلاد من خلال انتخابات عامة لمدة أقصاها فترتان انتخابيتان، مدة كل منها خمس سنوات (أربع سنوات حتى عام 2004). الرئيس/الرئيسة في رومانيا هو قائد الدولة (المكلف بالحفاظ على الدستور والشؤون الخارجية وبالحفاظ على سلامة أداء السلطات العامة)، وهو القائد الأعلى للقوات المسلحة، ورئيس المجلس الأعلى للدفاع الوطني. وفقُا للدستور الروماني، يعمل رئيس البلاد وسيطًا بين مراكز السلطة في الدولة من جهة وبين الدولة والمجتمع من جهة أخرى. يسمي الرئيس رئيس الوزراء بعد التشاور مع الحزب الذي يشغل أغلب مقاعد البرلمان، أما في حال عدم وجود هذه الأغلبية البرلمانية، فيتشاور الرئيس مع جميع الأحزاب البرلمانية لتسمية رئيس الوزراء.
قد يتسبب الالتباس في الدستور الروماني (المادة 85 (1)، والمادة 103 (1)) بخلق حالات يكون فيها تحالف الأحزاب الحاصل على الأغلبية المطلقة في البرلمان، أو الحزب الوحيد الحاصل على الأغلبية النسبية في البرلمان، غير قادر على ترشيح رئيس الوزراء لأن الرئيس سيرفض الترشيح (وذلك في حال عدم تمكن أي حزب من الحصول على الأغلبية المطلقة في البرلمان). وفقًا للمادة 103 (1)، يفسر الرئيس جملة «إلا إذا لم تتواجد هذه الأغلبية» على أنها «إلا إذا لم يتواجد هذا الحزب» (مع أنه من الممكن أن يشكل حزب واحد أو ائتلاف عدة أحزاب أو تحالف برلماني أغلبية برلمانية مطلقة).
في الانتخابات البرلمانية لعام 2008، فاز تحالف الحزب الديموقراطي الاجتماعي مع حزب المحافظين بنسبة 33.09% من مقاعد مجلس النواب، وبنسبة 34.16% من مقاعد مجلس الشيوخ. حصل حزب التحرير الوطني على 18.57% من مقاعد مجلس النواب و18.74% من مقاعد مجلس الشيوخ ما أعطى كلا الحزبين أغلبية في مجلسي الشيوخ والنواب. مع ذلك، رشح الرئيس الروماني عضوًا في الحزب الليبرالي الديموقراطي (الذي حصل على ما نسبته 32.36% من مقاعد مجلس النواب، و33.54 % من مقاعد مجلس الشيوخ) لرئاسة الحكومة. وفقُا للدستور الروماني، يختار رئيس الوزراء المعين أعضاء حكومته، ويشترط أن يصوت البرلمان على منح الثقة للحكومة لتثبيتها مع برنامجها.